# Otto Braun (miniszterelnök)
Otto Braun (Königsberg, 1872. január 28. – Locarno, 1955. december 15.) német nyomdász, szociáldemokrata politikus, 1920–1932-ig – kisebb megszakításokkal – Poroszország tartományi miniszterelnöke a weimari köztársaságban.

## Élete és munkássága

### A császárság alatt
Königsbergben született, apja vasúti alkalmazott volt, ő pedig nyomdászatot tanult. 1888-ban, 16 évesen lépett be az akkor illegális Németország Szociáldemokrata Pártjába (Sozialdemokratische Partei Deutschlands – SPD). Karrierje gyorsan felívelt a königsbergi pártszervezetnél, szerkesztési és nyomdászati feladatokat kapott az SPD Volkstribüne (később Königsberger Volkszeitung) című lapjánál. Beosztása számos börtönbüntetést vont maga után, Hugo Haase, – akkoriban gyakorló königsbergi ügyvéd, később az SPD egyik prominens vezetője – 64 tárgyalás alkalmával képviselte 17 éven át. Részt vett a kelet-poroszországi mezőgazdasági bérmunkásság mozgalmában, 1909–1920-ig elnökségi tagja volt a Német Földmunkás Szövetségnek (Deutscher Landarbeiter-Verband). A párton belül a mezőgazdasági kérdések szakértőjévé vált. Előbb a kelet-poroszországi SPD elnöke lett, majd 1911-ben tagja lett az SPD országos vezetőségének, 1913-ban pedig a porosz képviselőház (Abgeordnetenhaus) tagjává választották, mely pozíciót 1918-ig töltött be. Kiváló szervező volt, a teoretikus kérdések kevéssé érdekelték.

### A weimari köztársaság idején
Az 1918–19-es németországi forradalom alatt a Berlini Munkás- és Katonatanács tagja volt, majd Poroszország mezőgazdasági minisztere lett. 1919 januárjában a weimari nemzetgyűlés, 1920–1933-ig a Reichstag tagja. A sikertelen Kapp-puccs után Poroszország miniszterelnöke lett, mely tisztséget két, 1921-ben és 1925-ben történt rövid idejű megszakítás mellett 1932-ig viselt. Vezetése alatt Poroszország kormánya volt az első a weimari köztársaságban amiben az SPD, a Német Demokrata Párt (Deutsche Demokratische Partei – DDP), a Centrum Párt (Deutsche Zentrumspartei) és a Német Néppárt (Deutsche Volkspartei – DVP) részvételével nagykoalíció alakult. Braunnak rendkívüli tehetsége volt a koalíciós tárgyalások kivitelezésére és a koalíciós kormányok vezetésére. Bár ironikusan „vörös cárnak” nevezték, de az autokratikus hagyományokkal rendelkező Poroszország lett a legdemokratikusabb tartomány a weimari köztársaságban, melyet a köztársaság demokratikus védőbástyájának is tekintettek. Ezen sikeres időszak alatt, 1925. március 25-én az SPD elindította a birodalmi elnökválasztás első fordulóján, melyen 7,8 millió szavazatot szerzett, mely az összes szavazat 29%-át jelentette, amivel a második helyen végzett.

### A poroszországi államcsíny (Preußenschlag)
Az 1932. április 24-i porosz tartományi választásokon az SPD jelentősen visszaesett, s elveszítette többségét. Minden koalíciós próbálkozás meghiúsult, a Braun kormány kisebbségi, ügyvezető kormányként működött tovább, legitimitása kétségbe vonható volt. Az autokratikus kormányzásra törekvő Franz von Papen ezt kihasználva, elérte Paul von Hindenburg elnöknél a weimari alkotmány 48. törvénycikkének újólagos alkalmazását, melynek keretében július 20-án két szükségrendelet lépett életbe. Az egyik felhatalmazta a birodalmi kormányt, hogy a poroszországi kormány helyébe birodalmi megbízottat állítson, így Papen átvette a porosz miniszterelnök hatásköreit, a tartományi belügyminiszteri posztot pedig a konzervatív, párton kívüli Franz Bracht, Essen főpolgármestere kapta. A másik a végrehajtó hatalmat Berlinben és Brandenburgban a Reichswehr hatáskörébe utalta. Ez gyakorlatilag egy államcsíny volt, amivel a köztársaság nevezetes védőbástyája elesett. Bár a legfelsőbb bíróság később alkotmányellenesnek nyilvánította az esetet, a fennálló helyzeten már nem változtatott. Formálisan Braunt 1933 márciusában menesztették, ami után Svájcba emigrált. Asconában telepedett le, megkapta a svájci állampolgárságot és csak 1945 után tért vissza Németországba. A neves történész, Hajo Holborn a következőképpen méltatta munkásságát: „Ebert és Stresemann mellett Braun volt a legnagyobb személyes befolyással a weimari korszak demokratikus életének alakítására.”